# Ebbe Jakobsen Ulfeldt
 Der er flere personer med dette navn, se Ebbe Ulfeldt.
Ebbe Ulfeldt (3. juli 1610 på Egeskov Slot – marts 1654 på Skivehus) var en dansk adelsmand, lensmand og godsejer til til Urup og Egeskov (sin part i den sidste gård solgte han dog 1646 til sin broder Laurids), broder til rigshofmester Corfitz Ulfeldt
Han blev opdraget på Glorup hos sin moster Anne Brockenhuus, Henning Walkendorffs, kom derefter i 1623 på Sorø Akademi, til han i 1626 sendtes ud af landet for at forsøge sig i krigstjeneste. Han deltog i Slaget ved Lutter am Barenberg, var derefter fænrik i sin broder Frands Ulfeldts kompagni, så i hertug Bernhard af Sachsen-Weimars kompagni, trådte siden i hollandsk tjeneste, deltog som adelborst i Belejringen af d'Hertogenbosch og avancerede i oberst Holger Rosenkrantz’ regiment til kaptajn; i disse felttog erholdt han et sår i albuen. I 1637 tog han afsked og drog hjem, hvor han straks fik bestalling som oberstløjtnant. I 1643 blev han oberstløjtnant ved det jyske regiment, men under den påfølgende krig tjente han som oberst over et af ham selv hvervet kompagni, der mest lå i Malmø. Selv sendtes han i 1645 til Flensborg for at sidde med i en krigsret over nogle andre officerer. Hans eget forhold under krigen har sikkert været godt, da han i 1646 fik Skivehus i forlening og ved kroningen i 1648 blev han ridder. I 1651 blev han oberst for det jyske regiment, men døde i marts 1654 på Skivehus. Hans ægteskab (3. november 1639) med Mette Jørgensdatter Grubbe (16. februar 1615) var barnløst. Hun begravedes den 26. marts 1683.